# Parafia Świętej Rodziny w Lublinie
Parafia Świętej Rodziny w Lublinie – parafia rzymskokatolicka w Lublinie, należąca do archidiecezji lubelskiej i dekanatu Lublin – Zachód. Została erygowana 22 listopada 1984 r. Mieści się przy ulicy Jana Pawła II. Kościół parafialny wzniesiono w latach 1986–1990.

## Zasięg parafii
Ulice: Dziewanny, Fantastyczna, Gościnna, Jana Pawła II, Jutrzenki, Matki Teresy z Kalkuty, Przedwiośnie, Przytulna, Radości, Romantyczna, Różana, Sasankowa, Stokrotki, Sympatyczna, Szczęśliwa, Szmaragdowa, Uśmiechu, Watykańska.  

## Historia
W 1982 r. biskup Bolesław Pylak otrzymał przyrzeczenie od wojewody lubelskiego na budowę parafii na Czubach. Zadanie to otrzymał ks. Ryszard Jurak z księdzem pomocniczym Leszkiem Kuną. 13 grudnia 1982 r. wydzielono osobną Samodzielny Ośrodek Duszpasterski pod wezwaniem Świętej Rodziny. Parafię erygowano 22 listopada 1984 r. Od kwietnia 1984 r. przy parafii pracują siostry ze Zgromadzenia Sióstr Rodziny Betańskiej.
Wtorek, 9 czerwca 1987 r. wpisał się w sposób szczególny w historię miasta. Tego dnia papież Jan Paweł II odwiedził Lublin. O godzinie 16.00 na teren parafii wjechała kolumna papieska. Wierni pozdrawiali „Niech żyje papież!”. Przed liturgią papież dokonał poświęcenia dzwonów dla nowo budowanego kościoła. Podczas pobytu Jan Paweł II wyświęcił na kapłanów 50 diakonów. Homilia dotyczyła kapłaństwa. Szacuje się, że zgromadzenie wiernych było największe w historii Lubelszczyzny i wynosiło od 800 tys. do 1,5 mln osób.
Co roku od lipca do października w kościele parafialnym odbywa Międzynarodowy Festiwal Organowy. 
W kościele św. Rodziny przechowywane są dwie relikwie polskiego papieża; ornat, w którym Ojciec Święty odprawiał mszę świętą w parafii 9 sierpnia 1987 roku oraz krew św. Jana Pawła II. W kościele znajdują się także relikwie św. Ojca Pio.
9 czerwca 2022 r. kościół parafialny został ustanowiony Sanktuarium Świętej Rodziny. Uroczystość odbyła się w 35. rocznicę wizyty Świętego Jana Pawła II w Lublinie.

## Proboszczowie
- ks. Ryszard Jurak (1984–2015)[5]
- ks. prał. dr Tadeusz Pajurek (2015–2025)[6][7]
- ks. Dariusz Bondyra (od 2025)[7]